# N1ckola
N1ckola – polski serial internetowy, wyprodukowany przez Agorę i A2 Multimedia na licencji wytwórni EQAL.
Serial dostępny jest na stronie oficjalnej. Pierwszy odcinek wyemitowany został 26 stycznia 2009. 25 minutowe odcinki serialu można było oglądać także w telewizyjnej czwórce.

## Fabuła
To serial o grupie młodych ludzi, którzy zostają wplątani w niebezpieczną intrygę, powiązaną z tajemniczą organizacją "The Order". Ola, zwyczajna młoda dziewczyna mieszkająca w Londynie, odkrywa nagle, że interesują się nią dziwni ludzie. Ktoś chce zrobić jej krzywdę. Ucieka do Polski, ale okazuje się, że jej problemy dopiero się zaczynają. 
Przestaje być pewne, kto jest przyjacielem, a kto wrogiem, komu Ola może zaufać.
Co gorsza, wydaje się, że to coś w niej przyciąga prześladowców. 
Ola jest "trait-positive", ma szczególną właściwość krwi, co czyni ją celem organizacji, która nie cofnie się przed niczym, żeby osiągnąć swój cel.

## Twórcy
- Główny scenarzysta: Jakub Kossakowski
- Producenci: Miles Beckett, Greg Goodfriend, Amanda Goodfriend (EQAL), Kamil Przełęcki (AGORA S.A.)
- Producent wykonawczy:Marcin Męczkowski
- Realizatorzy: Jakub Miszczak, Tomasz Lewandowski, Wojciech Todorow, Piotr Orłowski, Daniel Zduńczyk, Adam Bartnikiewicz, Sławek Grzymek, Izabela Sikorska, Michał Frączek, Mateusz Gawęda, Ryszard Gawęda, Arleta Łaszkiewicz, Ola Kmiotek, Agata Czyżewska, Ewa Jobko, Bartek Kaufhold, Ryszard Grabowski, Sandi, Rafał Turzański, Bogusia Kaufhold, Janusz Stańko, Lech Adamski, Aleksandra Sondej, Maura Ładosz, Zdzisław Miśkiewicz, Andrzej Staszczyk, Paweł Janosik.

## Główni bohaterowie
- Ola Polak, pseudonim: N1ckola, właściwie: Nicole Bessières (Anna Narloch) - pracuje jako manager londyńskiego lokalu. Ucieka do Polski po tym jak okazuje się, że jest ścigana przez pewną grupę ludzi - The Order, ponieważ posiada cenną właściwość krwi - jest Trait positive.
- Ursyn Wysocki (Konrad Marszałek) - młody, ambitny dziennikarz śledczy. Po śmierci kolegi z branży - Andrzeja Starnego postanawia zająć się prowadzonym wcześniej przez niego śledztwem dotyczącym tajemniczej organizacji The Order i jej frontu religijnego - Hymn of One.
- Pyton, prawdziwe imię: Bogusław, zwany też Bogusiem (Jakub Krawczyk) - zdolny fotograf paparazzi, po śmierci przyjaciela - Andrzeja Starnego postanawia pomóc Ursynowi w wytropieniu jego zabójców.
- Karolina (Anna Kordus) - była dziewczyna Pytona. Zajmuje się odzyskiwaniem dźwięku z form audiowizualnych. Obecnie pomaga Ursynowi i Pytonowi w prowadzeniu śledztwa dotyczącego The Order i Hymn of One.
- Bartek, pseudonim: Sfinks (Bartosz Picher) - jeden z członków The Order. Próbuje dotrzeć do N1ckoli.
- Ewa (Julia Trębacz) - researcherka Ursyna. Przenika do struktur Hymn of One, by pomóc Ursynowi i Pytonowi w prowadzonym przez nich śledztwie. Jest zakochana w Ursynie.
- Daniel (Paweł Parczewski) - chłopak Oli. Grafik komputerowy. Zostaje porwany przez The Order.
- Natan (Mateusz Mikołajczyk) - masażysta i rehabilitant, współlokator Kamy - przyjaciółki N1ckoli. Chłopak Justyny.
- Kama Janik (Marzena Kopczyńska) - przyjaciółka N1ckoli. Studiuje marketing i zarządzanie. Skrywa pewną tajemnicę.
- Justyna (Ewa Kania) - ambitna i przenikliwa dziewczyna Natana, współlokatorka Kamy, tak jak ona studiuje marketing i zarządzanie.